# Huub Oosterhuis

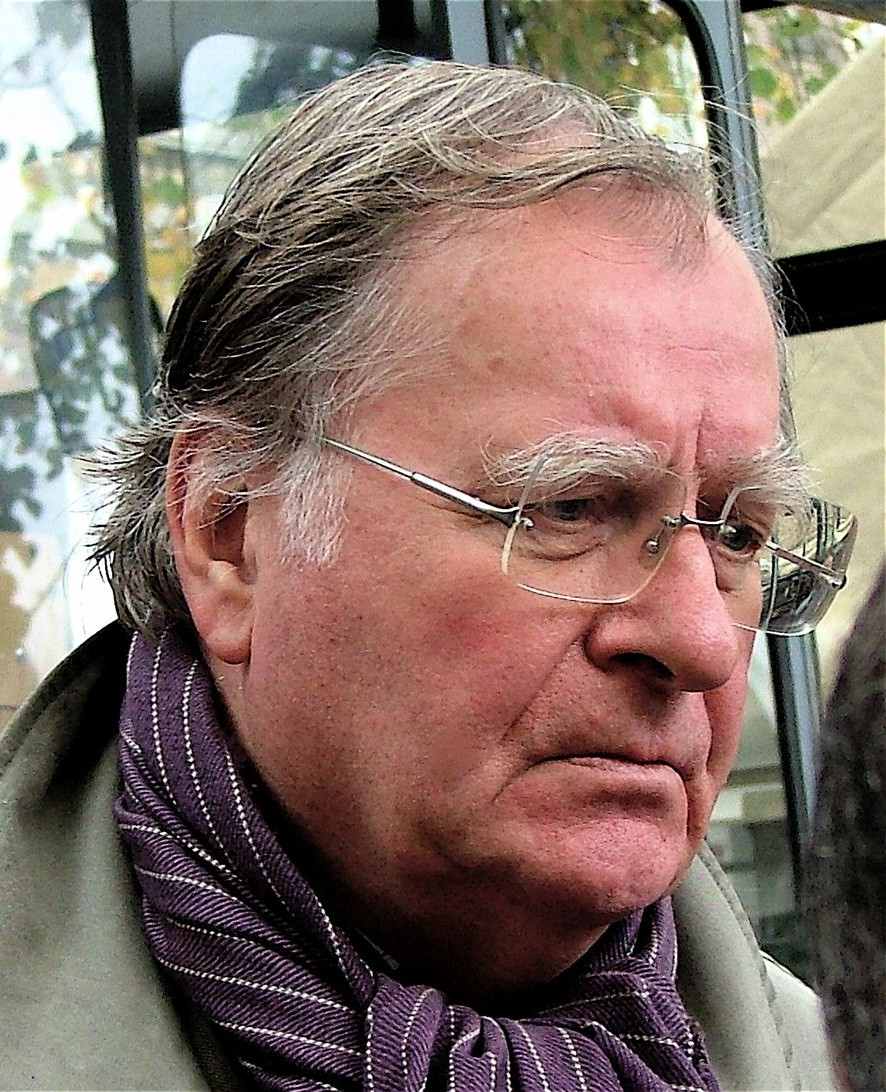
Huub Oosterhuis (2006)

Hubertus Gerardus Josephus Henricus Oosterhuis (* 1. November 1933 in Amsterdam; † 9. April 2023 ebenda), genannt Huub (ausgesprochen: Hüp [ɦyp]), war ein niederländischer, anfangs römisch-katholischer und später konfessionsloser Theologe und Dichter.

## Leben
Huub Oosterhuis besuchte das von Jesuiten geleitete St.-Ignatius-Gymnasium in seiner Heimatstadt. Er trat 1952 in die Gesellschaft Jesu (Jesuiten) ein. 1964 wurde er zum Priester geweiht. 1965 wurde er Studentenpfarrer der Amsterdamer Studentenekklesia. Er wurde 1969 wegen seiner Ansichten zu politischen Themen und zu dem zölibatären Leben aus dem Jesuitenorden ausgeschlossen und trat anschließend aus der römisch-katholischen Kirche aus. Oosterhuis heiratete 1970, seine Kinder sind der Komponist und Musikproduzent Tjeerd Oosterhuis und die Sängerin Trijntje Oosterhuis. Nach der Scheidung heiratete Oosterhuis die Journalistin Colet van der Ven (* 1957).

## Positionen
Die katholische Amsterdamer Studentenekklesia konstituierte sich 1970 – nach Konflikten um den Zölibat und das Priesteramt – als unabhängige, ökumenische Personalgemeinde (Oecumenische gemeente); sie feierte in der Dominicuskerk in Amsterdam die Gottesdienste. 
Wegen der Abkehr der Studentenekklesia von der römisch-katholischen Kirche ist die Verwendung seiner Lieder in der katholischen Kirche der Niederlande umstritten. 2010 wurde in den römisch-katholischen Bistümern Utrecht und ’s-Hertogenbosch die Verwendung einer größeren Zahl seiner Lieder als ungeeignet für den liturgischen Gebrauch befunden.
Oosterhuis’ umfangreiches dichterisches Werk und seine Beiträge zur Erneuerung von Liturgie und Gemeindegesang fanden seit 1967 auch in deutschen Übersetzungen weite Verbreitung.
In den Stammteil der 2013 erschienenen Neuauflage des katholischen deutschen Gebet- und Gesangbuchs Gotteslob wurden sechs Gesänge von Huub Oosterhuis aufgenommen.
Oosterhuis spielte in den 1970er-Jahren eine wichtige Rolle in der Entfaltung der „freien Liturgie“-Praxis, die mitunter Bibellesungen durch in liturgischen Arbeitsgruppen erarbeitete Deutungsgeschichten ersetzt und in der die Eucharistiefeier nicht mehr durchgängig als Sakrament im Sinne der römisch-katholischen Sakramententheologie verstanden wird. In der Formulierung von Gebetstexten wurden ganz neue Zugänge gewagt, so z. B. in Oosterhuis’ eucharistischem Gebet für Agnostiker: „Herr, wenn Du existierst, so komme dann in unsere Mitte“ (niederländisch: „Heer, als U bestaat, kom dan onder ons“).
Die Vertonungen seiner Texte stammen in erster Linie von den Komponisten Bernard Huijbers, Antoine Oomen und Tom Löwenthal.
Bei der Beisetzung des niederländischen Prinzen Claus, Ehemann der damaligen niederländischen Königin Beatrix, eines langjährigen persönlichen Freundes, hielt Huub Oosterhuis am 15. Oktober 2002 die Trauerrede in Delft. Am 29. Mai 2005 predigte er im Abschlussgottesdienst des 30. Deutschen Evangelischen Kirchentags in Hannover.
Bei den niederländischen Parlamentswahlen im Jahr 2006 kandidierte Oosterhuis auf dem letzten Listenplatz der Sozialistischen Partei.

## Bewertungen
Der Theologe und Musikwissenschaftler Meinrad Walter stellte fest: „Oosterhuis schrieb Lieder, die einen Sitz im Leben haben – aber weit über den Geist seiner Zeit hinausreichen. Oosterhuis ... verweigert sich der  Eindeutigkeit, die beispielsweise Lobpreislieder auszeichnet, in denen alles von vornherein geglückt ist. Er hat ein Gespür für die Obertöne des Unvermögens, der Klage, des Unfertigen, das die Singenden dann zu Ende denken müssen. Darin ähnelt er den Psalmen und anderen großen Stücken der Kirchenlieddichtung. Das macht auch seine fortwährende Bedeutung aus: Die Lieder von Oosterhuis können noch lange ausgelotet werden. Was weniger sperrig ist, was in einer bestimmten Zeit sehr eingängig ist, ist auch schnell wieder vergessen.“
Cornelis Kok sieht die Theologie von Huub Oosterhuis als eine Theologie, „die eher poetisch als prosaisch, eher suchend und fragend als dogmatisch und sicher ist.“
Arjan Broers, Pastor der Dominikuskirche in Amsterdam, meint, dass Huub Oosterhuis die Kirche verändert hat: „Er hat den Übergang von einer Kirche, die hauptsächlich Latein und unverständlich sang, zu einer Kirche vollzogen, die Niederländisch sang.“

## Auszeichnungen
- 1998: Silberner Orden der Stadt Amsterdam
- 2002: Ehrendoktorat der Freien Universität Amsterdam
- 2014: Ökumenischer Predigtpreis für das Lebenswerk

## Werke

### Gebetbücher (Auswahl)
- Bid om vrede. Ambo, Utrecht 1966.
- In het voorbijgaan. Ambo, Utrecht 1968.
- Kom bevrijden. 150 Gebeden. Ten Have, Kampen 2009, ISBN 978-90-259-6024-7.

### In deutscher Übersetzung (Auswahl)
- Ganz nah ist Dein Wort. Gebete. Herder, Freiburg 1967.
- Im Vorübergehen. Herder, Freiburg 1969.
- Du wartest auf uns. Gebete. Herder, Freiburg 1971.
- Weiter sehen, als wir sind. Meditationstexte, Gebete, Lieder. Herder, Freiburg 1973, ISBN 3-210-24456-1.
- Auf halbem Weg. Herder, Freiburg 1975, ISBN 3-210-24491-X.
- Du bist der Atem meiner Lieder. Gesänge. Christophorus, Freiburg 1976, ISBN 3-419-50567-1.
- Eine Handvoll Saat. Herder, Freiburg 1977, ISBN 3-210-24540-1.
- Menschen vor Tag und Tau. Wege der Nachfolge. Herder, Freiburg 1978, ISBN 3-210-24556-8.
- Dein Trost ist nah. Gebete in Stunden der Bedrängnis. Herder, Freiburg 1978, ISBN 3-210-24566-5.
- Söhne des Armen. Eine biblische Geschichte für Menschen von heute. Herder, Freiburg 1980, ISBN 3-210-24605-X.
- Gehn, wo kein Weg ist. Herder, Freiburg 1981, ISBN 3-210-24652-1.
- Wort, das trägt. Biblische Lieder und Gebete. Patmos, Düsseldorf 1990, ISBN 3-491-72227-6.
- Dein ist die Zukunft. Meditationen – Gebete – Lieder von Advent zu Advent. Herder, Freiburg 1992, ISBN 3-451-22095-4.
- Du bist der Atem und die Glut. Gesammelte Meditationen und Gebete. Herder, Freiburg 1994, ISBN 3-451-23278-2.
- Du Atem meiner Lieder. 100 Lieder und Gesänge, herausgegeben von Cornelis Kok. Herder Verlag, Freiburg 2009, ISBN 978-3-451-32139-9.
- Psalmen. Herder, Freiburg 2014, ISBN 978-3-451-32364-5.
- Alles für Alle. Ein Glaubensbuch für das 21. Jahrhundert, herausgegeben von Cornelis Kok. Patmos, Ostfildern 2018, ISBN 978-3-8436-1014-8.

### Kirchenliedtexte und ihre Verbreitung in deutschsprachigen Gesangbüchern
| Original                                                                                   | Übertragung | römisch-katholisch | evangelisch und weitere |
| ------------------------------------------------------------------------------------------ | --- | ------------------ | --- |
| Wie als een God wil leven (1965) (Melodie: Edmond de Coussemaker, 1856)                    | Wer leben will wie Gott auf dieser Erde (Übertragung: Johannes Bergsma, 1969)                                         | GLalt 183 GL 460   | EG 553 Bayern/Thüringen, 546 Hessen, 634 Österreich Gesangbuch der Evangelisch-methodistischen Kirche, Nr. 221 Eingestimmt (altkatholisch) 522 |
| Heer, onze Heer (1964) (Melodie: trad. aus den Niederlanden)                               | Herr, unser Herr, wie bist du zugegen (Übertragung: Peter Pawlowsky und Nikolaus Greitemann, 1969)                    | GLalt 298 GL 414   | Eingestimmt 635 |
| Zolang er Mensen zijn op Aarde (1959) (Melodie: Tera de Marez Oyens, 1960)                 | Solang es Menschen gibt auf Erden (Übertragung: Dieter Trautwein, 1966/1972)                                          | GLalt 300 GL 425   | EG 427 Gesangbuch der Evangelisch-methodistischen Kirche, Nr. 91 Eingestimmt 628                                                               |
| Omdat Hij niet ver wou zijn (1964) (Melodie: Bernard Huijbers, 1964)                       | Nahe wollt der Herr uns sein (Übertragung: Nicolas Schalz, 1971)                                                      | GLalt 617          | Eingestimmt 525 |
| Ik sta voor U in leegte en gemis (1966) (Melodie: Bernard Huijbers 1961)                   | Ich steh vor dir mit leeren Händen, Herr (Übertragung: Lothar Zenetti, 1973)                                          | GLalt 621 GL 422   | EG 382 Eingestimmt 511 Gesangbuch der Evangelisch-reformierten Kirchen der deutschsprachigen Schweiz 213                                       |
| Ik sta voor U in leegte en gemis (1966) (Melodie: Bernard Huijbers 1961)                   | Ich steh vor dir verlassen und in Not (Übertragung: Peter Pawlowsky, 1976)                                            |                    | Gesangbuch der Evangelisch-methodistischen Kirche, Nr. 278                                                                                     |
| Wees hier aanwezig, licht in ons midden (Grote litanie) (1967) (Melodie: Bernard Huijbers) | Sei hier zugegen (Litanei von der Gegenwart Gottes) (Übertragung: Lothar Zenetti)                                     | GLalt 764 GL 557   | Eingestimmt 654 |
| Kwam van Godswege (1962/1973) (Melodie: Jaap Geraedts, 1965/1973)                          | Kam einst zum Ufer nach Gottes Wort und Plan (Übertragung: Jürgen Henkys, 1975/1977)                                  |                    | EG 312 |
| God die in het begin (1964) (Melodie: nach Johann Crüger, 1653)                            | Gott, der nach seinem Bilde aus Staub den Menschen macht (Übertragung: Peter Pawlowsky und Nikolaus Greitemann, 1969) | GL 499             | |

### Weitere Liedtexte (Auswahl)
- „Der mich trug auf Adlers Flügeln“ (aus: Atem meiner Lieder)
- „Licht dat ons aanstoot in de morgen“
- „Lied over de plaats waar wij bijeengekomen zijn“ („Zomaar een dak“) (1979; „Ein Lied über den Ort der Zusammenkunft“ („Grade ein Dach über den Köpfen“), Übertragung Peter Pawlowsky)
- „Lied über die Auferstehung“ („Die Steppe wird blühen“)
- „Lied über das Wort“ (Übersetzung: „Das Wort, in dem die Richtung“ von Annette Rothenburg-Joerges 1990)
- „Komm in mich“
- „Was alle Zeiten sich erhofften“
- Dichtbij en ver, Vertonung: Jan Willem Achterkamp